# Борисоглебская улица (Киев)
Борисоглебская у́лица — улица в Подольском районе города Киева, местность Подол. Пролегает от улицы Сагайдачного до Набережно-Крещатицкой улицы.
К Борисоглебской улице примыкают Братская и Волосская улицы.
Протяжённость улицы 460 м.

## История
Борисоглебская — одна из древнейших улиц Киева. В XVII веке упоминается под названиями Борисоглебская, Глебоборисовская, Хлебоборисовская. Название происходит от храма, посвящённого первым святым, канонизированным русской церковью в XI столетии — Борису и Глебу Владимировичам, убитым во время междоусобицы старшим братом Святополком.
Авторы справочника «Киев» упоминают версию о том, что в районе нынешней улицы Борисоглебской проводились народные вече.
В 1936 году при раскопках были найдены деревянные водопроводные трубы системы водоснабжения Киева XVIII века.

## Памятники истории и архитектуры
Борисоглебская улица по её современной линии проложена после пожара на Подоле 1811 года по проекту перепланировки Подола петербургского архитектора В. Гесте. Сохранилась бо́льшая часть старой застройки XIX-начале XX ст. (№ 1, 5, 6, 7, 8/13, 9/15, 12, 13, 14, 15, 16, 17, 19)
На месте здания № 10 стояла церковь Святых Бориса и Глеба, построенная в 1692 году и разрушенная в 1934 году.
Здание № 12 когда-то принадлежало Киевской купеческой семье Детятиных, известной торговлей железным (скобяным) товаром. Первыми собственниками этого особняка были купцы 2-й гильдии Григорий и Параскева Детятины. После их смерти усадьба отошла в наследство сыновьям — Ивану и Фёдору Детятиным, также купцам 2-й гильдии. Некоторое время они вели дела отдельно, Иван проживал в здании № 12, а Фёдор — в здании № 14 по Борисоглебской улице, но в 1873 году братья решили объединить свои капиталы и продолжить общее дело под фирмой «Торговля И. и Ф. Детятиных». С того времени их предприятие начало процветать, Детятины вкладывали капитал в недвижимость, покупая дома в разных районах Киева, принимали активное участие в общественной жизни города. После смерти Ивана Детятина особняк по Борисоглебской, 12, перешёл в собственность его брата Фёдора, а после смерти Фёдора в 1918 году — его сыну Борису Фёдоровичу Детятину. После Октябрьской революции здание национализировали; в 1937 году в нём располагался санаторий общества Красного Креста водников, а после Великой Отечественной войны тут открыли музей Подольского района.
В здании № 6 проживал профессор Киевской духовной академии Степан Сольский, который был городским главой в 1887—1900 годах.

## Транспорт
- Станция метро «Контрактовая площадь»
- Автобусы 51, 62

## Почтовый индекс
04070

## Географические координаты
координаты начала 50°27′43″ с. ш. 30°31′12″ в. д.
координаты конца 50°27′52″ с. ш. 30°31′30″ в. д.